# Tinis
Tinis, Thinis ou This (em egípcio: Tjenu) foi a cidade capital das primeiras dinastias do Antigo Egito. Tinis ainda é arqueologicamente desconhecida, mas é bem atestada por escritores antigos, incluindo o historiador clássico Manetão, que cita-a como o centro da Confederação Tinita, uma confederação tribal cujo líder, Menés (ou Narmer), uniu o Egito e foi o primeiro faraó. Tinis começou um acentuado declínio a partir da dinastia III, quando a capital foi realocada em Mênfis. Esteve situada na fronteira das dinastias concorrentes de Tebas e Heracleópolis Magna durante Primeiro Período Intermediário, e sua proximidade a certos oásis de possível importância militar, garantiu a Tinis alguma significância nos Reinos Antigo e Médio. Isto foi uma breve pausa e Tinis eventualmente perdeu sua posição como centro administrativo regional pelo período romano.
Embora a localização precisa de Tinis seja desconhecida, o consenso egiptológico dominante coloca-a nas proximidades da antiga Abidos e da moderna Girga. Devido a sua herança ancestral, Tinis permaneceu um centro religioso significativo, abrigando a tumba e múmia da deidade regional. Na cosmogonia do Antigo Egito, como visto, por exemplo, no Livro dos Mortos, Tinis desempenhou um papel como um lugar mítico no céu.

## Nome e localização
O nome Tinis deriva do adjetivo Tinita usado por Manetão para descrever o faraó Menés. Embora o correspondente Tinis não apareça em grego, é exigido pelo original egípcio e é o nome mais popular entre os egiptólogos. Isto também é sugerido.
Corrigindo uma passagem de Helânico de Lesbos, Jörgen Zoega chegou a Τίνδων όνομα to Θιν δε οι όνομα. Gaston Maspero, em 1903, percebeu que isto revela o nome Tinis e também é um indicador geográfico chave: επιποταμίη (sobre o rio). Maspero usou este detalhe adicional para apoiar a teoria, que inclui dentre seus apoiantes Jean-François Champollion e Nestor L'Hôte, de que Tinis está situada próxima da moderna Girga ou uma cidade vizinha, possivelmente El-Birba. Outras propostas à localização de Tinis tem perdido crédito em detrimento da teoria Girga-Birba: Auguste Mariette, diretor fundador do Museu Egípcio, sugere Com Sultão; A. Schmidt, Querbe; e Heinrich Karl Brugsch, Johannes Dümichen e outros. apoiam El-Tineh, próximo de Berdis. A principal corrente do consenso egiptólogo continua a situar Tinis em ou próximo de Girga ou El-Birba, onde se diz ter sido encontrada uma estátua inscrita mencionando Tinis.

## História

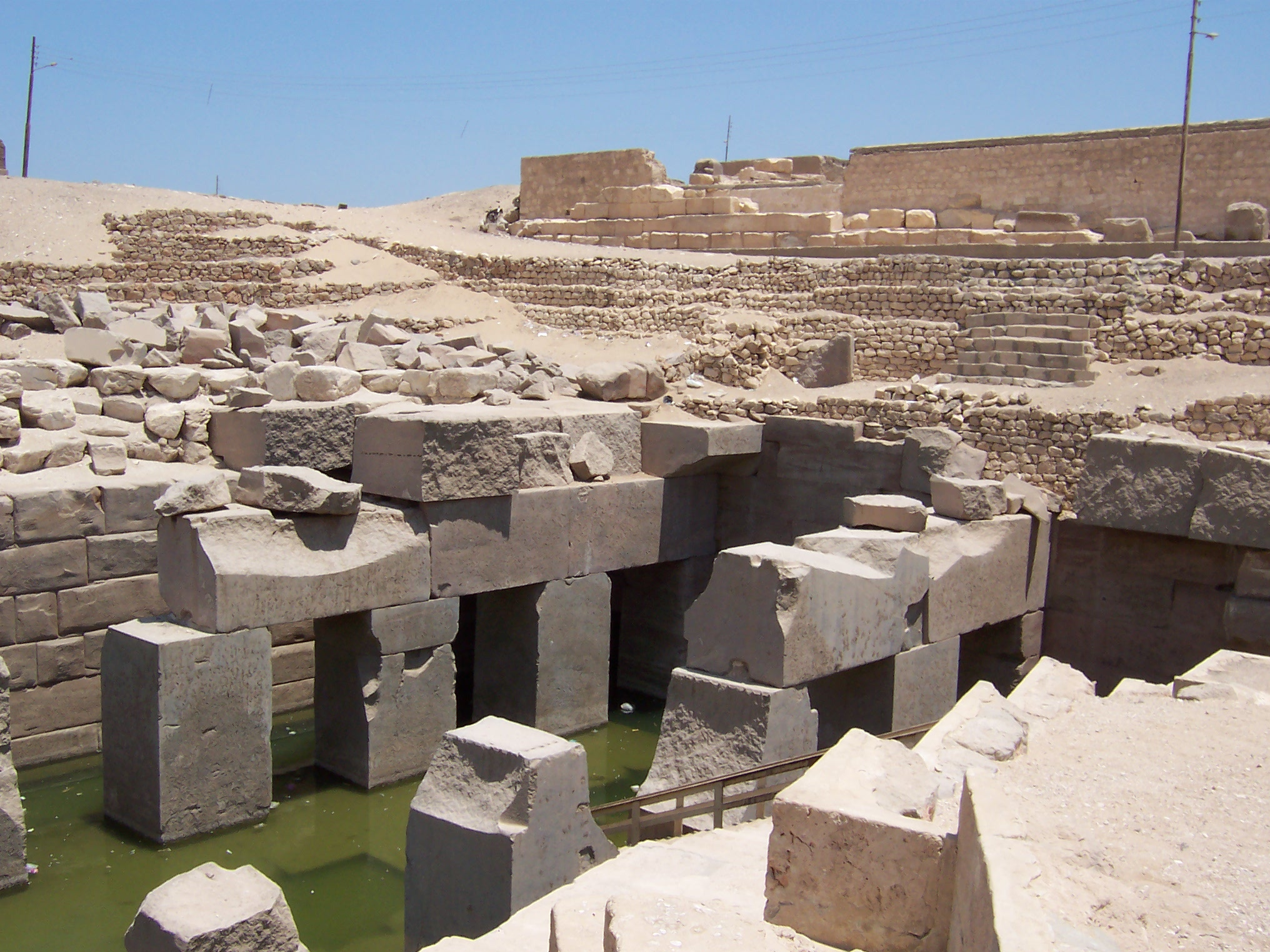
A vizinha Abidos, após ceder sua posição política para Tinis, permaneceu um centro religioso importante. Na foto, ruínas do Osireion

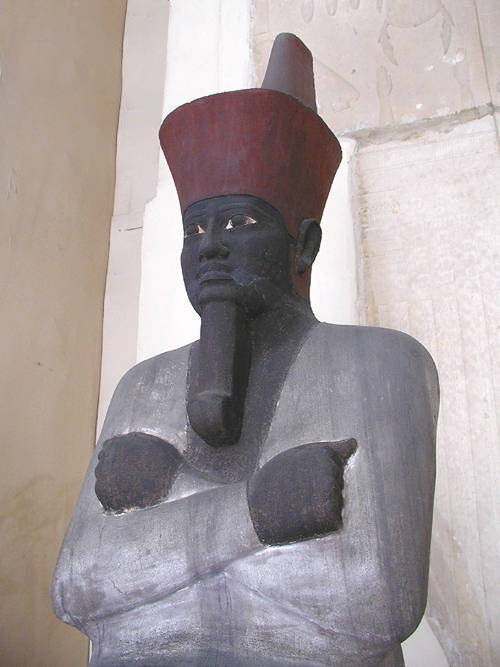
, faraó da dinastia XI tebana, finalmente trouxe Tinis sob influência de Tebas durante sua campanha de reunificação

### Períodos pré-dinástico e dinástico arcaico
Embora o sítio arqueológico de Tinis nunca tenha sido encontrado, evidências de concentração populacional na região de Abidos-Tinis data de c. 4 000 a.C.. Além disso, Tinis também é citada como um sítio de sepultamento real precoce do Egito. Num momento precoce, a cidade de Abidos renunciou sua posição política para Tinis, e embora Abidos continuou a gozar de importância religiosa considerável, sua história e funções não podiam ser entendidas sem uma referência a Tinis. O papel de Tinis como centro da Confederação Tinita (ou Dinastia 0) e Época Tinita (especialmente as dinastias I e II), parece ser confirmado pelas tumbas reais de Abidos das dinastias I e II, a principal necrópole regional.

### Reino Antigo
Tal importância parece ter sido de curta duração: certamente, o papel político nacional de Tinis terminou no começo da III dinastia (c. 2 686 a.C.), quando Mênfis tornou-se o principal centro político e religioso. No entanto, Tinis manteve sua significância regional: durante a dinastia V, foi a provável sede do supervisor do Alto Egito, um oficial administrativo com responsabilidade pelo vale do Nilo ao sul do Delta, e ao longo da Antiguidade foi a capital epônima do nomo VIII do Alto Egito e a sede de seu nomarca.
Durante as guerras do Primeiro Período Intermediário (2181–2055 a.C.), Anquetifi, o nomarca de Hieracômpolis, exigiu reconhecimento de sua suserania pelo "supervisor do Alto Egito" em Tinis, e embora os muros da cidade, citados na autobiografia de Anquetifi, parecem tê-lo permitido apenas demonstrar sua força, ele aparentemente teria adquirido a neutralidade de Tinis com grãos. Após a morte de Anquetifi, Tinis foi o nomo setentrional a cair sob domínio de Antefe II, faraó da dinastia XI tebana (r. 2055–1985 a.C.). O progresso ao norte dos exércitos tebanos foi interrompido por Queti III, faraó da IX dinastia, numa batalha em Tinis, que é registrada no Ensinamento ao rei Mericaré e, ao longo dos últimos anos de Antefe II, sua guerra contra Heracleópolis e seus aliados, os nomarcas de Assiute, foi travada entre Tinis e Assiute. Quando Tebas começou a tomar vantagem, Mentuotepe II (r. 2055–2004 a.C.), em sua campanha de reunificação, trouxe Tinis, que tinha se revoltado, possivelmente por instigação heracleopolitana e certamente com apoio de um exército sob comando do nomarca de Assiute, firmemente sob seu controle.
Durante o Segundo Período Intermediário (1650–1550 a.C.), Tinis pode ter experimentado autonomia ressurgente: Kim Ryholt (1997) propõe que a dinastia real de Abidos pode melhor ser chamada de "dinastia tinita" e que, em qualquer caso, a sede real deles foi provavelmente Tinis, já uma capital de nomo.

### Reino Novo e Época Baixa
O declínio gradual da cidade parece ter sido interrompido brevemente durante a dinastia XVIII (r. 1550–1295 a.C.), quando Tini gozou de proeminência renovada, em decorrência de sua conexão geográfica com vários oásis de possível importância militar. Certamente, o ofício de prefeito de Tinis foi ocupado por várias figuras notáveis do Reino Novo: Satepihu, que participou na construção do Obelisco de Hatexepsute e foi assunto de uma estátua cúbica; o arauto Antefe, um indispensável membro da casa real e o companheiro de viagem de Tutemés III (r. 1479–1425 a.C.); e Mim, tutor do príncipe Amenófis III (r. 1390–1351 a.C.). No entanto, Tinis declinou para um assentamento de pouca importância pelo período histórico. A referência enganosa de uma estela assíria do século VII a.C. para "Nespamedu, rei de Tinis" é nada mais que um reflexo da "ignorância assíria à sutileza da hierarquia política egípcia". Certamente, pelo período romano, Tinis foi suplantada como capital de seu nomo por Ptolemaida, talvez mesmo tão cedo quanto a fundação da cidade por Ptolemeu I Sóter.

## Religião

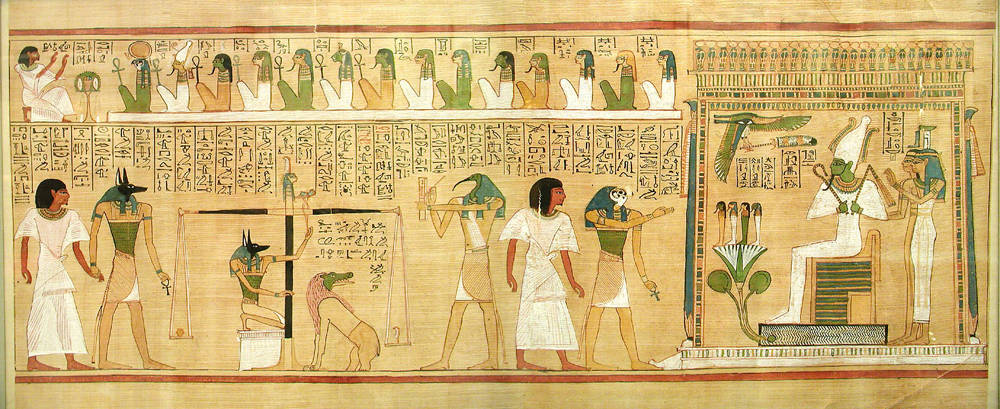
Um quadro do Livro dos Mortos (Osíris está sentado a direita). Na cosmogonia do Antigo Egito, Tinis é apresentada como um local mítico no céu

Cada nomo abrigou a tumba e múmia do chamado "deus do nomo". Tinis era o templo e último lugar de descanso de Onúris, cujos epítetos incluem "touro de Tinis", e que foi adorado após sua morte como Quentiamentiu, a quem, como deus do nomo, foi colocado como chefe da enéade local. O sumo sacerdote do templo de Onúris em Tinis foi chamado "o primeiro profeta", ou "chefe dos videntes", um título que Gaston Maspero sugere ser um reflexo do declínio de Tinis no estatuto como uma cidade. Um destes chefe dos videntes, Anurmósis, que morreu no reinado de Merneptá (r. 1213–1203 a.C.), quebrou com a tradição de seus predecessores do Reino Novo, que foram enterrados em Abidos, e foi sepultado na própria Tinis.
A deusa-leoa Mehit também foi cultuada em Tinis, e a restauração de seu templo durante o reinado de Merneptá foi provavelmente supervisionado por Anurmósis. Há evidências de que a sucessão no ofício de chefe dos videntes de Onúris em Tinis foi familiar: no período heracleopolitano, um Hagi sucedeu seu irmão mais velho, também chamado Hagi, e o pais deles para o posto; e, no Reino Novo, Uenenefer foi sucedido no ofício sacerdotal por seu filho, Hori.
Na cosmogonia do Antigo Egito, Tinis desempenhou um papel como um local mítico no céu. Em particular, como estabelecido no Livro dos Mortos, seu significado escatológico pode ser visto em certos rituais: quando o deus Osíris triunfa, "alegria saia a sua volta em Tinis", uma referência à Tinis celestial, ao invés da cidade terrena.